# Référendum sur l'appartenance du Royaume-Uni à l'Union européenne
Pour un article plus général, voir Retrait du Royaume-Uni de l'Union européenne.
Le référendum sur l'appartenance du Royaume-Uni à l'Union européenne a lieu le 23 juin 2016.
L'éventualité d'un retrait du Royaume-Uni de l'Union européenne (communément appelé « brexit ») est un débat politique récurrent depuis l'adhésion du pays à la Communauté économique européenne en 1973. Le référendum de 2016, le second du genre après celui de 1975, fait suite à une promesse électorale du Premier ministre David Cameron et du Parti conservateur.
David Cameron ainsi que le Parti travailliste, le SNP et les Libéraux-démocrates font campagne pour le maintien. L'aile eurosceptique conservatrice, menée par Boris Johnson, UKIP, et certains élus du Parti travailliste font campagne pour la sortie de l'Union européenne.
À la question « Le Royaume-Uni doit-il rester un membre de l'Union européenne ou quitter l'Union européenne ? » (« Should the United Kingdom remain a member of the European Union or leave the European Union? »), 51,89 % des votants répondent « Quitter l'Union européenne ». C'est la première fois que la population d'un État membre se prononce en faveur de la sortie de l'Union européenne.
Le 29 mars 2017, la Première ministre Theresa May informe le Conseil européen du souhait du Royaume-Uni de quitter l'Union européenne, lançant formellement la procédure de retrait.

## Contexte
La Communauté économique européenne (CEE) a été créée en 1957. Le Royaume-Uni a demandé à la rejoindre en 1961 mais la France y a opposé son veto. Une seconde demande a été acceptée et le Royaume-Uni a rejoint la CEE en 1973. Deux ans plus tard, un premier référendum sur le maintien du pays au sein de la CEE s'est conclu par une approbation de 67% des électeurs. La question de l'intégration politique européenne est devenue un sujet important de débat quand le traité de Maastricht a créé l'Union européenne en 1993,.
En janvier 2013, le Premier ministre David Cameron promet que, si le Parti conservateur remporte une majorité aux élections de 2015, le gouvernement négocierait un arrangement plus favorable pour le maintien du Royaume-Uni au sein de l'Union européenne avant de convoquer un référendum sur le maintien ou la sortie du pays de l'Union. En mai 2013, le Parti conservateur publie un pré-projet de loi sur le référendum et annonce un plan de renégociation pour après 2015.
Le texte est déposé en tant que proposition de loi par le député conservateur James Wharton et reçoit une première lecture à la Chambre des communes le 19 juin 2013 avec le soutien de David Cameron.
La proposition de loi est adoptée en seconde lecture le 5 juillet 2013 par 304 voix pour et aucune contre grâce à l'abstention des députés travaillistes et libéraux-démocrates puis en troisième lecture en novembre 2013. Il est ensuite déposé à la Chambre des lords en décembre 2013 mais ses membres bloquent son adoption.
Sous la direction d'Ed Miliband entre 2010 et 2015, le Parti travailliste exclut un référendum sur le maintien du Royaume-Uni au sein de l'Union européenne sauf en cas de transfert de compétences vers l'Union. Dans leur programme pour les élections de 2015, les Libéraux-démocrates prévoient un référendum seulement dans le cas d'un changement des traités de l'Union européenne. UKIP, le BNP, le Parti vert, le DUP et le Parti du respect soutiennent le principe d'un référendum,,.

Lorsque le Parti conservateur remporte la majorité des sièges lors du scrutin de mai 2015, David Cameron réitère la promesse du programme de son parti de tenir un référendum avant la fin 2017 mais seulement après avoir « négocié un nouvel arrangement pour le Royaume-Uni au sein de l'UE ».

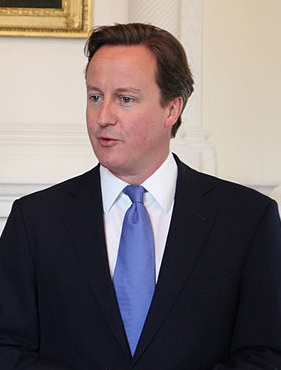
David Cameron, alors Premier ministre du Royaume-Uni.

### Législation
La question du référendum est incluse dans le discours du Trône du 27 mai 2015. Il était dit à l'époque que David Cameron prévoyait d'organiser le référendum en octobre 2016 mais le European Union Referendum Act est déposé à la Chambre des communes dès le lendemain. Lors de la seconde lecture le 9 juin, le texte est adopté par 544 pour et 53 contre et seul le SNP s'y oppose. À la différence d'Ed Miliband, la chef intérimaire du Parti travailliste, Harriet Harman adopte une position favorable à l'organisation du référendum.
Le European Union Referendum Act 2015 reçoit la sanction royale le 17 décembre 2015. Une loi est également adoptée en janvier 2016 par le Parlement de Gibraltar afin que le référendum soit organisé au même moment dans ce territoire.
La loi prévoit seulement l'organisation du référendum et non la procédure de sortie de l'Union européenne. Si l'option « Quitter l'Union européenne » l'emporte, il reviendra au gouvernement de lancer la procédure.

### Négociations avec l'Union européenne
Début 2014, le Premier ministre David Cameron annonce les changements qu'il souhaite voir dans la relation du Royaume-Uni avec l'Union européenne. Ils incluent un contrôle accru du gouvernement britannique sur l'immigration, notamment pour les nouveaux États membres de l'UE, des règles plus strictes pour l'immigration des actuels citoyens de l'UE, de nouveaux pouvoirs pour les parlements nationaux afin de s'opposer aux lois européennes, de nouveaux accords de libre échange, une réduction de l'administration pour les entreprises, une réduction de l'influence de la Cour européenne des droits de l'homme sur la police et les tribunaux britanniques, plus de pouvoirs pour les États membres et l'abandon de la notion d'« union toujours plus étroite ».
En novembre 2014, Cameron donne plus de détails sur ses objectifs, notamment la reconnaissance officielle que tous les États membres n'ont pas à rejoindre la zone euro ou à aider les économies en difficultés de la zone euro, l'élargissement du marché unique et des objectifs de simplification administrative pour les entreprises, l'exemption du Royaume-Uni de la clause sur l'« union toujours plus étroite », la possibilité pour les parlements nationaux d'opposer leur véto aux lois européennes et le fait de pouvoir interdire aux immigrants européens certains bénéfices sociaux au Royaume-Uni avant quatre années de travail,.
Le résultat des négociations est annoncé en février 2016. Il n'entraîne pas de changement fondamental dans la relation entre le Royaume-Uni et l'Union européenne. Des limitations sont introduites aux indemnités dont peuvent bénéficier les immigrés européens au Royaume-Uni mais uniquement les nouveaux immigrés et avec l'autorisation du Conseil européen. Le Royaume-Uni est assuré qu'il ne serait pas requis de participer à une « union toujours plus étroite ». La demande d'accorder un véto aux parlements nationaux est modifiée pour autoriser les parlements nationaux collectivement à s'opposer à un projet de texte européen et, dans ce cas, le Conseil européen se saisirait de la question afin de trancher. Les ressortissants de pays tiers qui ne sont pas résidents d'un État membre avant d'épouser un citoyen européen sont exclus de la liberté de mouvement et il devient plus facile pour un État d'expulser un citoyen d'un autre État membre pour des raisons de politique publique ou de sécurité publique,,,.
L'application légale du résultat des négociations est complexe car aucun traité de l'Union n'est modifié mais certaines parties de l'accord sont applicables en droit international.
Le 20 février 2016, quelques heures après la conclusion de l'accord, David Cameron tient une réunion du cabinet à l'issue de laquelle il annonce que le référendum aura lieu le 23 juin 2016 et qu'il recommande au peuple britannique de voter pour le maintien.

## Organisation du scrutin

### Date
Le 20 février 2016, le Premier ministre David Cameron annonce que le référendum aura lieu le 23 juin 2016.
La campagne officielle commence le 15 avril 2016,.
Les bureaux de vote sont ouverts le 23 juin 2016 de 7 h 0 à 22 h 0 (BST).

### Question

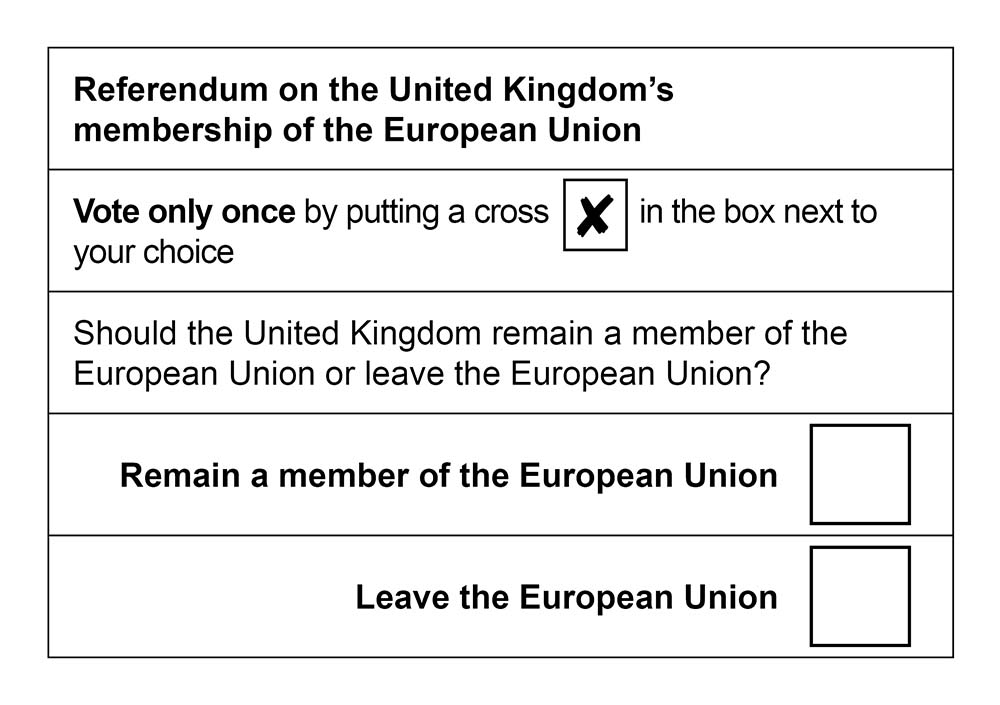
Bulletin de vote.

La formulation de la question référendaire a été proposée par la Commission électorale après des études et des consultations avant d'être acceptée par le gouvernement en septembre 2015. La question est la suivante :

« Should the United Kingdom remain a member of the European Union or leave the European Union? »

« Le Royaume-Uni doit-il rester membre de l'Union européenne ou quitter l'Union européenne ? »

Les deux réponses possibles sont :
- « Remain a member of the European Union » (« Rester membre de l'Union européenne »)
- « Leave the European Union » (« Quitter l'Union européenne »)

Au pays de Galles, la question est également indiquée en gallois : « A ddylai’r Deyrnas Unedig aros yn aelod o’r Undeb Ewropeaidd neu adael yr Undeb Ewropeaidd? ». Les réponses possibles sont « Aros yn aelod o’r Undeb Ewropeaidd » ou « Gadael yr Undeb Ewropeaidd ».

### Corps électoral
Le European Union Referendum Act 2015 prévoit que seuls les citoyens britanniques, irlandais et du Commonwealth de plus de 18 ans qui sont résidents au Royaume-Uni ou à Gibraltar ont le droit de vote au référendum. Les citoyens britanniques résidant à l'étranger qui ont été inscrits sur les listes électorales au Royaume-Uni au cours des 15 dernières années sont seuls autorisés à voter, excluant ainsi les britanniques les plus susceptibles à voter 'remain' .

### Dépouillement et résultats

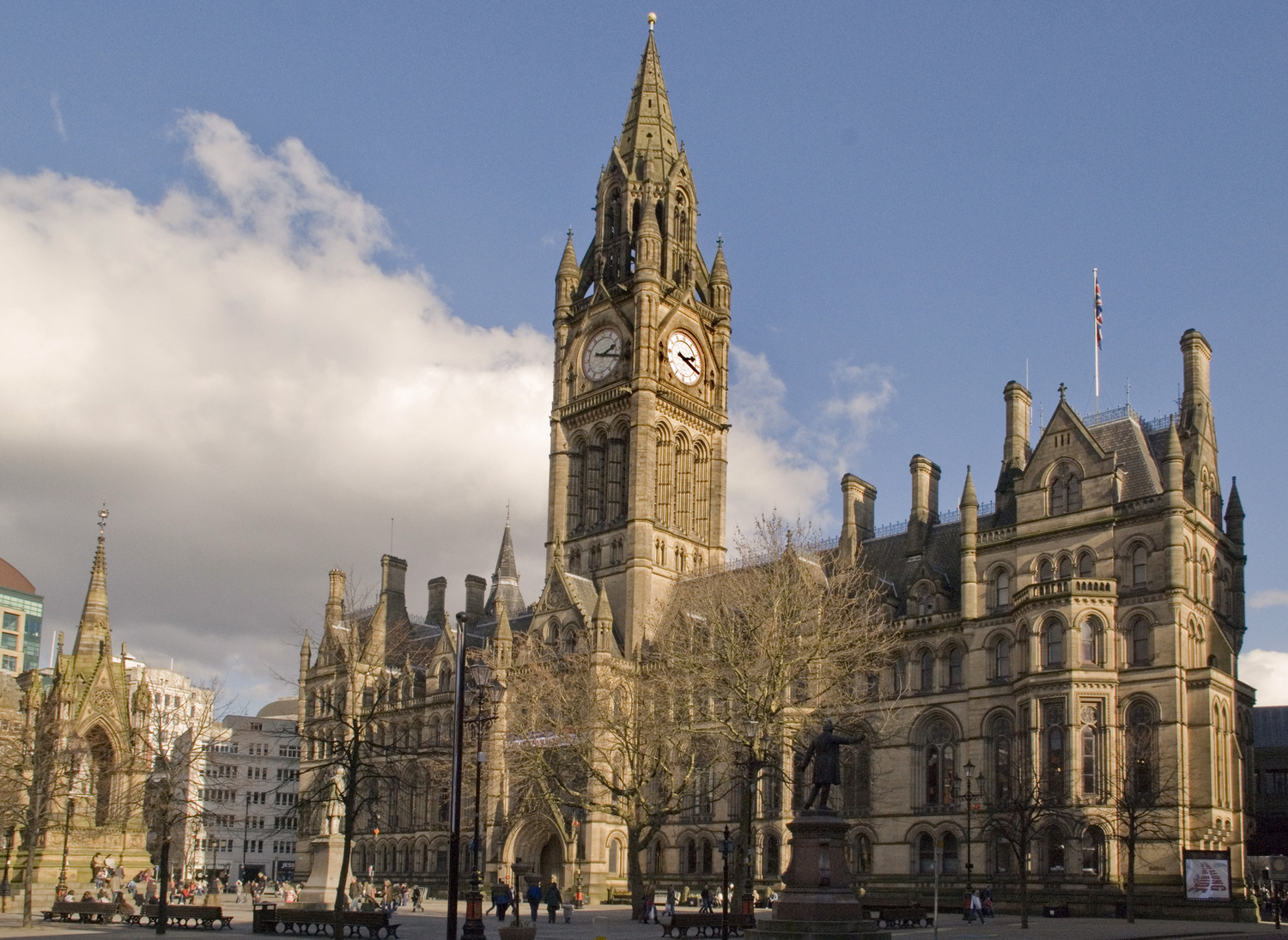
Le résultat global est annoncé le 24 juin à l'Hôtel de ville de Manchester.

Le scrutin est organisé au niveau local et le dépouillement a lieu dans chacune des 382 zones de vote (voting areas) qui sont les districts en Angleterre et les gouvernements locaux en Écosse et au pays de Galles. L'Irlande du Nord et Gibraltar constituent chacun une zone de vote.
Les résultats sont proclamés dans chacune des régions anglaises, en Écosse, au pays de Galles et en Irlande du Nord puis le résultat global du référendum est officiellement proclamé le 24 juin 2016 à l'Hôtel de ville de Manchester par la présidente de la Commission électorale.

## Campagne

### Organisations référendaires

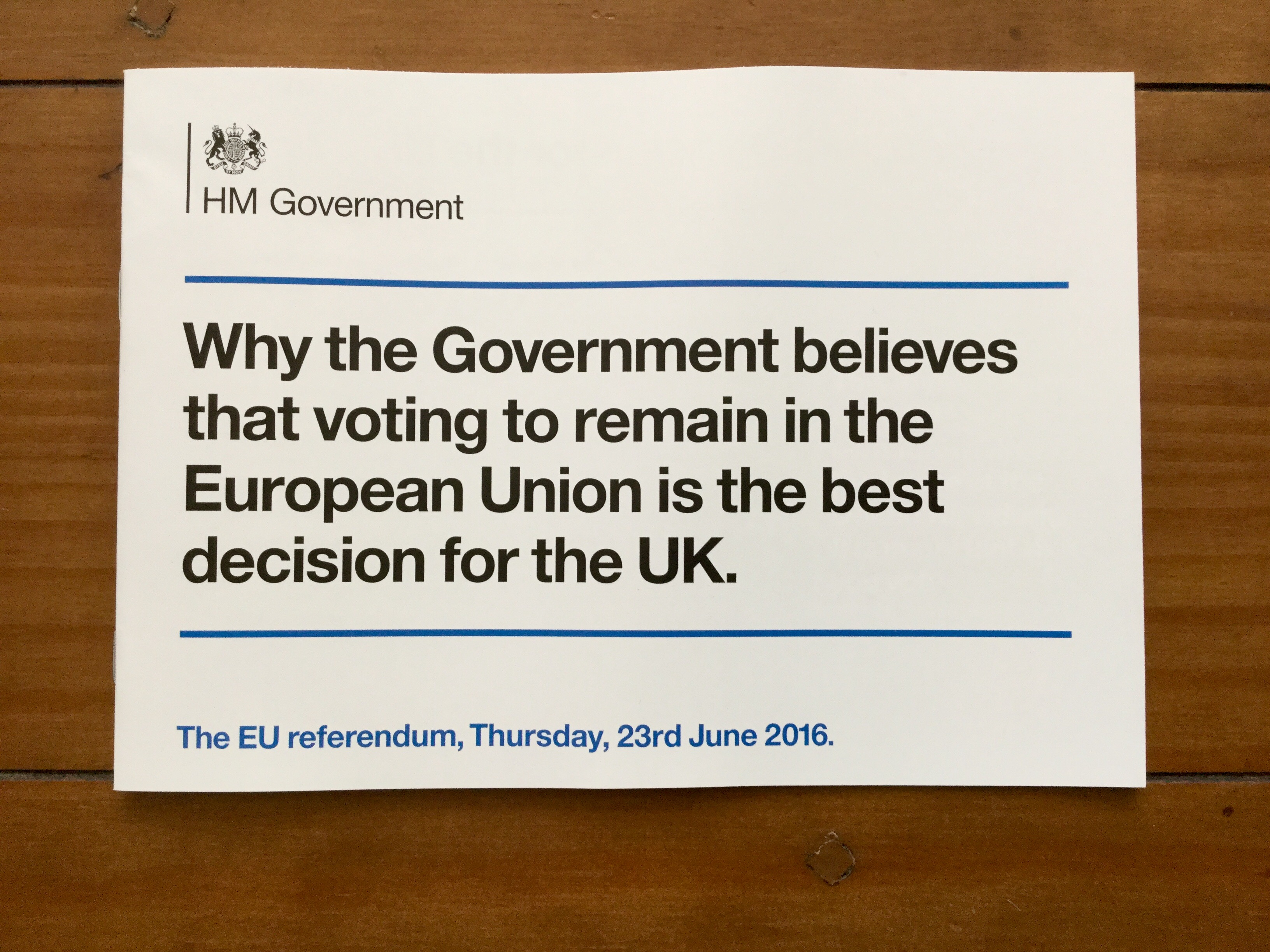
Brochure du gouvernement argumentant pour le maintien dans l'Union européenne.

Le groupe formel menant la campagne pour le maintien est Britain Stronger in Europe (« La Grande-Bretagne plus forte dans l'Europe »). Il y a deux groupes faisant campagne pour la sortie de l'Union : Leave.EU (avec le soutien de la majorité du UKIP dont Nigel Farage) et Vote Leave (entité soutenue par les conservateurs eurosceptiques et dirigé par Dominic Cummings),,. Vote Leave a également créé deux entités : Be Leave, la campagne à destination des jeunes, et Veterans for Britain, celle à destination des anciens militaires. Selon le journaliste Thomas Huchon, Vote Leave « frise avec les arguments populistes mais se garde bien de s’aventurer sur certains thèmes, comme l’immigration ou la peur de l’islam » ; de son côté, Leave.EU parvient à « faire de l’immigration un thème central du débat autour du référendum », selon le journaliste Peter Geoghegan. La Commission électorale a annoncé le 13 avril 2016 que Vote Leave était la campagne officielle pour la sortie[réf. nécessaire].
À condition de ne pas se coordonner, et de ne pas dépenser plus de 7 millions de livres, chacune des organisations officielles pouvait envoyer gratuitement (c'est-à-dire aux frais du contribuable) des prospectus aux électeurs, avoir accès à des télédiffusions et toucher 600 000 £ de subventions publiques,. Leave.EU a été financé par Arron Banks, un entrepreneur ayant fait fortune dans les assurances, à hauteur de 10 millions d'euros, ce qui constitue « un investissement politique considérable » selon le journaliste Thomas Huchon.
En février 2017, les comptes de campagne ont été publiés, mettant à jour leurs mécanismes sous-jacents.
Pour leur communication numérique, Vote Leave et Leave.EU font respectivement appel aux sociétés Aggregate IQ et Cambridge Analytica, toutes deux fondées et détenues par le milliardaire américain Robert Mercer. Selon les révélations de plusieurs anciens de Cambridge Analytica, Aggregate IQ était la branche canadienne de la firme. Les deux entités ont utilisé les mêmes outils, méthodes et bases de données, ce qui contrevient à la loi électorale britannique. Cette campagne a la particularité de donner plus d'argent à AggregateIQ qu'à aucune autre société lors d'aucune autre élection. Au total, AggregateIQ gagne plus de trois millions de livres, soit 40 % du budget dépensé par Vote Leave. Cambridge Analytica et SCL Election ont également joué un rôle clé dans ces élections, Michał Kosiński ayant montré que le profil Facebook et les likes permettent de connaître entre autres les convictions politiques (85 %). En mars 2018, le Guardian et le New York Times révèlent que Cambridge Analytica a volé (sur Facebook) les données personnelles de 87 millions de personnes aux États-Unis et au Royaume-Uni principalement, exploitées au Canada pour produire des messages ciblés par AggregateIQ, destinés à faire basculer le vote en faveur du Brexit ; dès lors, la campagne Leave.EU, Cambridge Analytica et AggregateIQ qui dans un premier temps assurent ne pas avoir travaillé ensemble, ce que de nombreux éléments ont ensuite contredit.
Des plans de contournement du plafond de financements de campagne ont été suspectés, puis dénoncés, avec des preuves, par le lanceur d'alerte Shahmir Sanni. Toutefois, les responsables des différentes campagnes ont démenti ces contournements ou affirmé qu'ils ont été validés par la Commission électorale britannique ; d'autre part les enquêteurs n'ont pas été autorisés à interroger AggregateIQ, car cette entreprise (créée en même temps que Cambridge Analytica, par le même Groupe SCL), est située dans le Commonwealth, mais au Canada, c'est-à-dire hors de la juridiction britannique.
Les avocats de Cambridge Analytica et de SCL Elections considèrent que leur client n'a rien fait d'illégal.
Mais en juillet 2018, la Commission électorale britannique condamne Vote Leave à 61 000 livres d’amende pour avoir dépassé le plafond de dépenses autorisé de 7 millions de livres. Le dossier a été transmis à la police, et l'enquête sur la coordination entre les campagnes Vote Leave et Be Leave ont été transmises au procureur du Royaume (Crown Prosecution Services), après avoir révélé que Vote Leave a acheminé 675 000 livres à Be Leave dans les dernières semaines avant le référendum.

S’agissant de Leave.EU, la police métropolitaine de Londres a clos, en septembre 2019, son enquête sur les soupçons d’irrégularités de déclaration de dépenses, malgré des « irrégularités techniques ». L’enquête pour des faits similaires menée par l’Agence nationale du crime (NCA), elle, est toujours en cours.
Il sera confirmé en octobre 2020 qu'AggregateIQ a reçu au Canada environ 3,5 millions de livres sterling de la part de quatre groupes de campagne pro-Brexit (Vote Leave, BeLeave, Veterans for Britain et Democratic Unionist Party d'Irlande du Nord).
Cet argent a notamment servi à concevoir un logiciel visant à agréger des données personnelles (volées sur Facebook par Cambridge Analytica) à des fichiers d'électeurs et d'autres bases de données, pour manipuler les électeurs par le biais de messages les ciblant spécifiquement, en fonction de leur profil psychologique, profils établi à partir de leurs choix de médias sociaux et de leurs comportements sur les réseaux sociaux.
Il est ainsi confirmé qu’un milliardaire étranger a pu influencer des élections britanniques en mettant à mal l'entièreté du processus démocratique britannique,,,.

### Position du gouvernement
La position officielle du gouvernement est de soutenir le maintien dans l'Union européenne. Une campagne officielle en ce sens a été lancée en avril 2016.
En rupture avec la règle habituelle de solidarité ministérielle, les membres du cabinet sont autorisés à prendre une position différente de celle du gouvernement. À l'annonce de la date du référendum, 23 des 30 ministres du cabinet soutiennent le maintien du Royaume-Uni dans l'Union européenne.
Une brochure présentant la position du gouvernement a été distribuée afin de détailler l'argumentaire du maintien. Cela a été critiqué comme un avantage injuste pour la campagne du maintien et du gaspillage d'argent public.

### Partis politiques
| Position | Partis                 | Partis       |
| -------- | ---------------------- | ------------ |
| Maintien |                        | Travailliste |
| Maintien | SNP                    |              |
| Maintien | Libéraux-démocrates    |              |
| Maintien | Sinn Féin              |              |
| Maintien | Plaid Cymru            |              |
| Maintien | SDLP                   |              |
| Maintien | UUP                    |              |
| Maintien | Vert                   |              |
| Maintien | Vert écossais          |              |
| Maintien | Vert d'Irlande du Nord |              |
| Maintien | Alliance               |              |
| Sortie   |                        | DUP          |
| Sortie   | UKIP                   |              |
| Sortie   | TUV                    |              |
| Neutre   |                        | Conservateur |

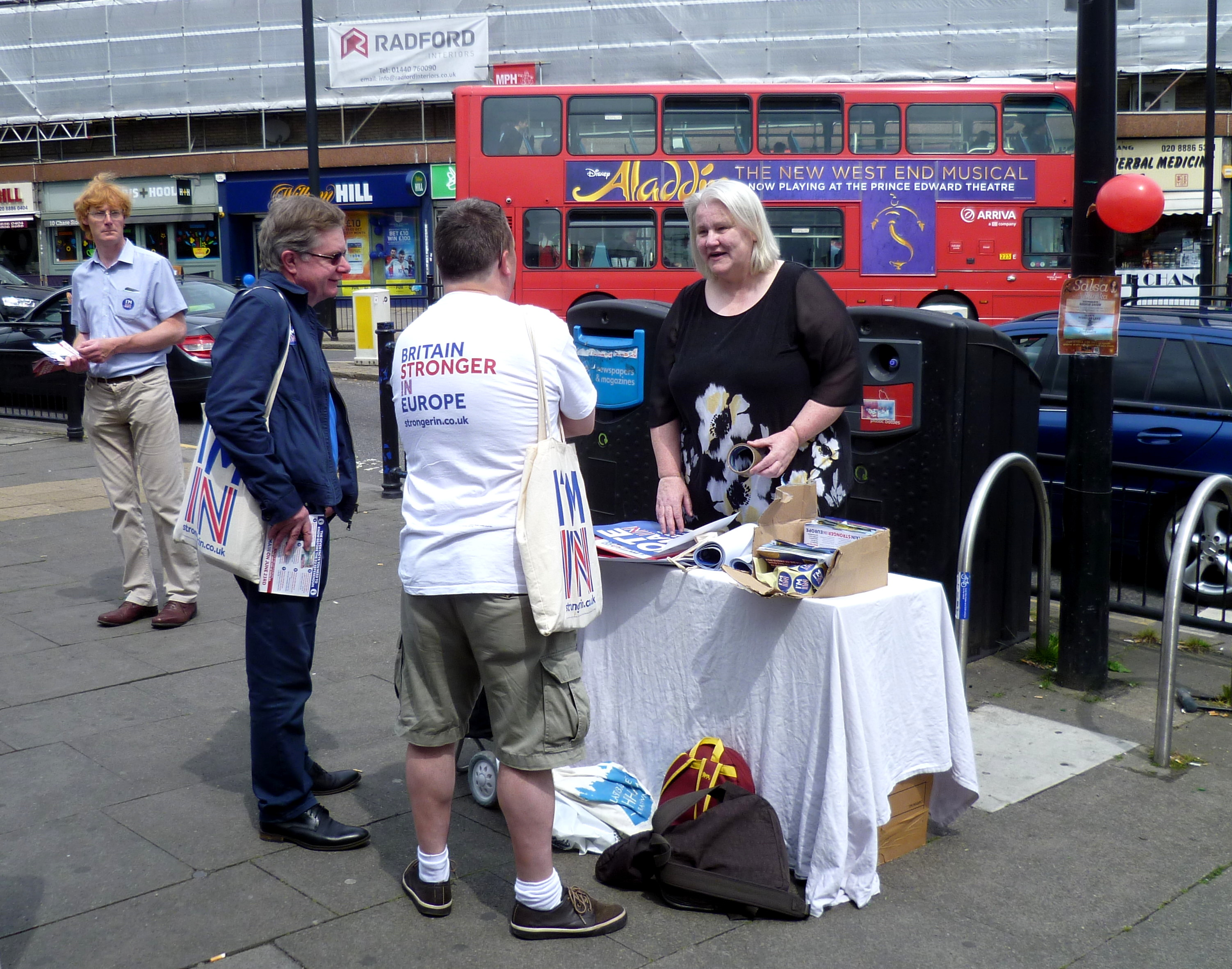
Militants de Britain Stronger in Europe à Londres.

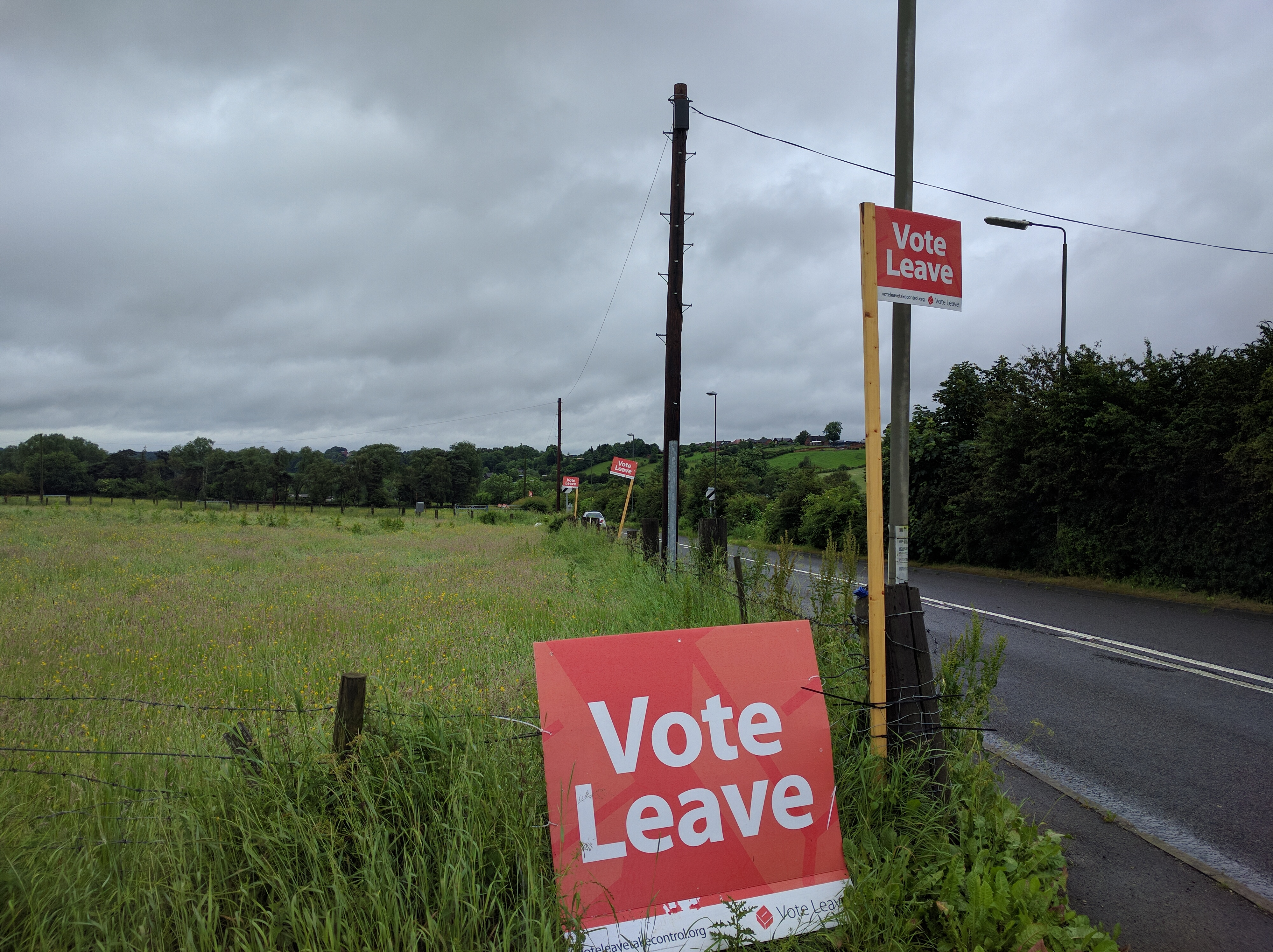
Panneaux incitant au vote en faveur de la sortie de l'Union européenne.

Le Parti conservateur, traditionnellement très divisé sur la question européenne, a officiellement une position neutre. Son chef, le Premier ministre David Cameron, ainsi que les principaux membres de son gouvernement tels que le chancelier de l'Échiquier George Osborne, soutiennent le maintien dans l'Union européenne, en échange d'une renégociation de sa participation aux différents projets européens (économiques, budgétaires, agricoles, déplacements, etc.). À l'inverse, l'aile eurosceptique du parti soutient le brexit, appuyée notamment par l'ancien maire de Londres, Boris Johnson. De même Michael Gove, le secrétaire d'État à la Justice et Sajid Javid, secrétaire d'État aux Affaires, à l'Innovation et aux Compétences ont adopté des positions plus eurosceptiques,.
Le chef du Parti travailliste Jeremy Corbyn, bien que souvent critique vis-à-vis de l'Union européenne et ayant voté « non » au référendum de 1975, soutient le maintien tout comme la grande majorité du Parti travailliste. Corbyn déclare que l'UE a protégé « les travailleurs, les consommateurs et l’environnement » et « a apporté emplois, investissement et protection aux travailleurs, aux consommateurs et à l’environnement ».
L'UKIP de Nigel Farage, très eurosceptique, milite pour une sortie du Royaume-Uni de l'Union européenne.
Les Libéraux-démocrates, le SNP, le Plaid Cymru et les partis verts, traditionnellement pro-européens, soutiennent le maintien.

### Groupes d'intérêt
Les dix principaux syndicats britanniques ont publié un communiqué commun (paru dans The Guardian du 6 juin 2016) et appelant leurs adhérents à voter pour le maintien, notamment en raison du haut niveau de protection des droits des travailleurs rendu progressivement possible au niveau européen : « Après de nombreux débats et délibérations, nous pensons que les avantages sociaux et culturels d’un maintien dans l’UE l’emportent largement sur les avantages d’une sortie », écrivent les secrétaires généraux des syndicats, parmi lesquels figurent les importants UNITE et UNISON.
Les lobbies Britain Stronger in Europe (en), European Movement-UK, Business For New Europe et British Influence (en) ont été constitués pour promouvoir le rôle du Royaume-Uni et son maintien dans l'UE ; ils sont notamment soutenus et financés par les milieux des affaires, de la finance et du commerce qui voient dans une sortie du Royaume-Uni, des risques économiques et financiers importants.
Divers multinationales basées au Royaume-Uni tels que Shell, BT ou Vodafone, préfèrent le maintien du Royaume-Uni dans l'Union européenne et craignent l'instabilité que créerait une sortie. Le secteur bancaire en particulier s'est fortement prononcé contre une sortie de l'Union européenne en citant de potentiels dommages à l'économie britannique voire une relocalisation des sièges sociaux des grandes banques en dehors du Royaume-Uni,,,.

#### Positions des titres de presse
Par tradition, les journaux britanniques rédigent un éditorial pour recommander à leurs lecteurs une position à l'occasion d'un vote populaire : The Daily Mirror, The Guardian, The Times, Financial Times, The Mail on Sunday, The Observer et The New Statesman se prononcent contre le « brexit », The Sunday Times, The Sunday Telegraph, The Daily Telegraph, The Sun, Daily Mail, The Daily Express et The Spectator conseillent de voter pour la sortie du Royaume-Uni de l'Union européenne,.

### Suspension de la campagne
Le 16 juin 2016, toutes les organisations de la campagne annoncent suspendre leurs activités jusqu'au 19 juin à la suite de l'assassinat de la députée travailliste Jo Cox, qui préconisait que le Royaume-Uni reste membre de l'UE,.

### Sondages
Les tendances des sondages ont fluctué dans le temps, au gré des évènements ayant marqué les campagnes du « in » et du « out » ; notamment les interventions du président Barack Obama et de la chancelière Angela Merkel, les débats entre David Cameron, Sadiq Khan, Boris Johnson et Nigel Farage et enfin l'assassinat de la députée travailliste Jo Cox, le 16 juin.
Après le référendum, un sondage estime qu'une partie des Britanniques testés pensent avoir pris une mauvaise décision à l'occasion du vote. À la question « Avec du recul, pensez-vous que le Royaume-Uni a eu raison ou tort de voter pour quitter l’UE ? », 45 % des personnes interrogées disent regretter le choix du Brexit, 43 % l’approuvant et 12 % étant indécises.
En revanche, selon un sondage YouGov de juin 2017, seuls 7 % des Britanniques remettent le Brexit en question et seuls 17 % désirent un nouveau référendum.

## Résultats

### Total
| Choix                     | Votes      | %     |
| ------------------------- | ---------- | ----- |
| Quitter                   | 17 410 742 | 51,89 |
| Rester                    | 16 141 241 | 48,11 |
|                           |            |       |
| Votes valides             | 33 551 983 | 99,92 |
| Votes blancs et invalides | 26 033     | 0,08  |
| Total                     | 33 578 016 | 100   |
| Abstention                | 12 923 225 | 27,79 |
| Inscrits/Participation    | 46 501 241 | 72,21 |

Répartition des voix :
| Quitter l'Union Européenne (51,89 %) |  |  | Rester dans l'Union Européenne (48,11 %) |
| ▲                                    |  |  |                                          |
| Majorité absolue                     |  |  |                                          |

### Par nations constitutives
| Nations         | Exprimés   | Sortir     | Sortir | Rester     | Rester |
| Nations         | Exprimés   | Voix       | %      | Voix       | %      |
| --------------- | ---------- | ---------- | ------ | ---------- | ------ |
| Angleterre      | 28 455 402 | 15 188 406 | 53,4   | 13 266 996 | 46,6   |
| Écosse          | 2 679 513  | 1 018 322  | 38,0   | 1 661 191  | 62,0   |
| Pays de Galles  | 1 626 719  | 854 572    | 52,5   | 772 347    | 47,5   |
| Irlande du Nord | 790 149    | 349 442    | 44,2   | 440 437    | 55,8   |
| Royaume-Uni     | 33 551 983 | 17 410 742 | 51,9   | 16 141 241 | 48,1   |

Résultats par région.
Résultats par zone de vote.

### Analyse
Le scrutin laisse apparaître que, de manière générale, les électeurs plus âgés ont préféré voter « Leave » et les plus jeunes « Remain » : 66 % des 18-24 ans et 52 % des 25-49 ans ont voté pour le maintien dans l'Union européenne, tandis que 58 % des 50-64 ans et 62 % des plus de 65 ans ont opté pour la sortie de l'UE. Une corrélation existe également avec la classe sociale et les niveaux d'éducation : les classes populaires ou les électeurs non diplômés ayant préféré la sortie alors que les classes supérieures ou plus diplômées le maintien,. D'après un sondage mené par Michael Ashcroft, le premier argument invoqué par les électeurs en faveur du retrait est le principe selon lequel les décisions concernant le Royaume-Uni doivent être prises au Royaume-Uni ; le deuxième est qu'il s'agit de la meilleure chance pour le Royaume-Uni de reprendre le contrôle sur ses propres frontières et son immigration ; le troisième est que le maintien laisse peu de choix, voire aucun, quant à la manière dont l'UE étend son adhésion ou ses pouvoirs.
Géographiquement, la plus importante fracture se situe entre l'Écosse, qui a voté « Remain » à 62 %, et le reste de la Grande-Bretagne, qui a favorisé la sortie de l'Union européenne. En Irlande du Nord, 55,8 % des votants se sont exprimés pour le Remain. En Angleterre même, les grandes villes et les zones à l'immigration importante ont voté « Remain »,. Des bastions ouvriers du Parti travailliste, comme Birmingham, Doncaster ou Sheffield ont voté « Leave ». Plus globalement, le politologue Thomas Guénolé analyse ce vote comme une fracture entre les gagnants (« les territoires ayant voté Remain, ce sont la grande mégalopole londonienne dominée par les CSP+ et les riches patrimoines ; son cœur battant de la City, connecté à la finance globalisée ; l'Irlande du Nord, qui dépend du commerce de l'économie frontalière ; et l'Écosse, qui jouit de sa rente pétrolière dans les échanges internationaux ») et les perdants (« les territoires ayant voté Leave, ce sont des régions désindustrialisées, paupérisées, reléguées ») de la mondialisation, ne voyant pas de pertinence à évoquer une montée de la xénophobie ou de rejet de l'immigration chez les électeurs ayant voté pour quitter l'Union européenne.
Pour Andrew McGill, en dépit des sondages des sorties des urnes et de l'insistance des médias à souligner un vote pour le brexit des classes les plus âgées et à faibles revenus et pour le Remain des classes plus jeunes et à revenus plus élevés, il existe des corrélations plus pertinentes. Il montre que le rapport avec l'âge est ténu. En revanche, il constate une forte corrélation entre le niveau d'éducation, la taille des agglomérations, la présence d'immigrés et le vote pour le Remain. Il fait apparaître également que les couples mariés ayant des enfants ont eu tendance à voter beaucoup plus fortement pour le brexit que les célibataires.
Pour Joseph E. Stiglitz, le brexit est une partie d'un phénomène occidental plus large à la suite de la profonde crise des marchés financiers de 2008. Les caractéristiques communes en Europe et aux États-Unis seraient le rejet de la mondialisation, l'élargissement considérable des écarts de revenus et la montée du populisme liée aux craintes d'afflux massif de migrants et de réfugiés,.

### Contestations
Le résultat du référendum a été contesté par certains observateurs dans la mesure où d'une part tous les citoyens britanniques n'ont pas pu voter (expatriés) et où d'autre part la différence du nombre de voix est faible.
En 2016, le débat sur la sortie du Royaume-Uni de l'Union européenne s'est, selon le New York Times, limité à de vagues promesses pour rapatrier les fonds britanniques alloués au budget européen, contrôler l'immigration et négocier un accord de libre échange favorable. Les Britanniques ont peu entendu parler du coût de sortie de la plus grande zone de libre-échange du monde, ni même des dix milliards de livres dus à Bruxelles pour les engagements existants tels que les obligations de pension et les engagements d'investissements dans le budget actuel de l'Union européenne.

## Conséquences

### Partis politiques
Le 24 juin 2016, après l'annonce des résultats, le Premier ministre et chef du Parti conservateur David Cameron annonce qu'il démissionnera d'ici à octobre. Il reviendra au nouveau Premier ministre d'entamer les négociations de retrait avec l'Union européenne. Le 13 juillet 2016, Theresa May est nommée Première ministre. Elle devient ainsi la deuxième femme à diriger le gouvernement britannique, après Margaret Thatcher (1979-1990).
Jeremy Corbyn, le chef du Parti travailliste déjà fortement contesté par les députés du parti avant le référendum, fait face à une motion de défiance interne. Plusieurs membres du parti, dont d'importants ministres fantômes estiment Corbyn responsable de l'importance du vote « Leave » parmi l'électorat travailliste et qu'il est incapable de remporter la prochaine élection générale qui pourrait être convoquée de manière anticipée.

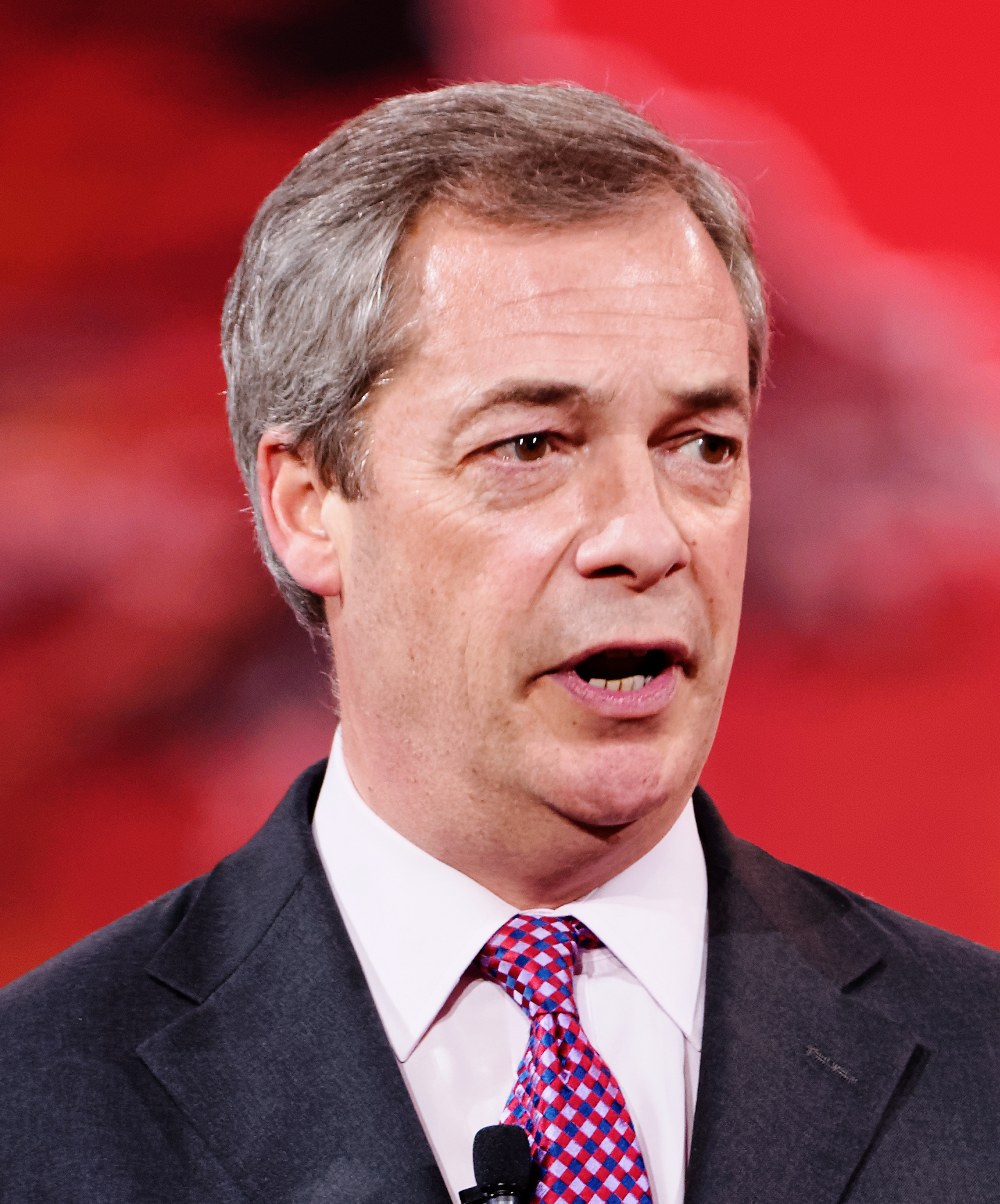
Nigel Farage, chef du UKIP.

Le 4 juillet, Nigel Farage, le chef du UKIP, annonce sa volonté de démissionner de la direction du parti. Il explique considérer que sa carrière politique, fondée sur son rejet de l'Union européenne, doit prendre fin à présent que sa « mission » est accomplie. Diane James, députée européenne, était élue à la tête du UKIP le 16 septembre au congrès de Bournemouth. Elle s'était engagée à veiller au respect par le gouvernement des conditions d'un « hard brexit », avec libéralisation du commerce et renforcement des contrôles en matière d'immigration, voulu par les membres de l'UKIP, et non pas d'un divorce « au rabais » avec l'Union européenne, mais a démissionné 18 jours seulement après avoir succédé à Nigel Farage.
En décembre 2016 du côté politique, quelques députés conservateurs frondeurs continuent à militer auprès de la Première ministre Theresa May contre le brexit, même si celle-ci, forte d'une bonne popularité et d'une image d'autorité inflexible, semble privilégier un brexit « dur », a contrario d'une solution médiane négociée. Le Parti travailliste, mené par Jeremy Corbyn, semble pour sa part se désintéresser du sujet alors que les Libéraux-démocrates, lourdement défaits lors des dernières élections de 2015, espèrent revenir sur la scène politique en portant une voix pro-européenne,.

### Union européenne
Le résultat du référendum est salué par les eurosceptiques. Pour l'ancien président tchèque Václav Klaus, le jour du référendum « est une journée merveilleuse, le brexit nous sauve du monstre bruxellois. » Geert Wilders (PVV, Pays-Bas), Marine Le Pen (FN, France) appellent à de semblables référendums dans leurs pays. Pour Viktor Orbán, Premier ministre hongrois, le référendum souligne la nécessité pour l'Union européenne d'écouter la voix populaire.
À l'inverse, la plupart des dirigeants de l'Union européenne font part de leur déception à l'issue du vote mais, alors que David Cameron et le Parti conservateur indiquent vouloir attendre le mois d'octobre pour lancer effectivement le processus de sortie de l'Union européenne, les gouvernements des six pays fondateurs de l'UE ainsi que Jean-Claude Juncker (président de la Commission européenne) invitent le Royaume-Uni à quitter l'Union aussi vite que possible.
Le 25 juin 2016, le commissaire européen britannique Jonathan Hill annonce sa démission.
Un sommet européen est prévu les 28 et 29 juin 2016.
Le chercheur Fabien Escalona considère que, « sauf à prendre en compte le retrait du Groenland de la CEE en 1985, c’est bien la première fois que le processus d’intégration européenne connaît non pas un arrêt, mais une involution ».

### Écosse et Irlande du Nord
En Écosse, où le vote « rester » est largement majoritaire, la Première ministre indépendantiste Nicola Sturgeon déclare qu'il est « clair que le peuple d'Écosse voit son avenir au sein de l'Union européenne ». Elle annonce que son gouvernement préparera une loi pour l'organisation d'un second référendum sur l'indépendance souhaitant « assurer la place continue [de l'Écosse] au sein de l'UE et du marché commun ». Le Parti travailliste écossais, précédemment opposé à l'indépendance ou à un autre référendum, indique « considérer toutes les options ». Nicola Sturgeon annonce le 13 mars 2017 qu'elle va demander l'autorisation d'organiser un référendum pour la fin 2018 ou début 2019, avant la sortie de la Grande-Bretagne de l'Union européenne.
En Irlande du Nord, où le vote « rester » est également majoritaire, le Sinn Féin souhaite un référendum sur la réunification de l'île.

### Économie
| Pour des raisons techniques, il est temporairement impossible d'afficher le graphique qui aurait dû être présenté ici.    |
| D'après Banque centrale européenne. Cela correspond à une perte de valeur de la livre sterling de 20,5 % en trois années. |

À la publication des résultats du référendum, le taux de change de la livre sterling diminue fortement face à l'euro (passant de 1,31 € à 1,22 € en quelques heures dans la nuit du 23 au 24 juin 2016) et au dollar, alors que les marchés financiers en Europe connaissent de fortes baisses. L'agence de notation Moody's abaisse la perspective de la note de la dette souveraine du Royaume-Uni qui passe de perspective stable à perspective négative. En juin 2016, les agences de notation Standard & Poor's et Fitch décident d'abaisser la note du Royaume-Uni de AAA à AA. Après les résultats du vote, l'OCDE cesse temporairement de publier ses indicateurs.
Cependant, en octobre 2016, les marchés financiers européens ont retrouvé leurs niveaux d'avant le référendum. En outre, même si la livre sterling a chuté à 1,122 € le 24 octobre 2016, à la suite d'un assouplissement marqué de la politique monétaire, l'impact immédiat du référendum sur l'économie du Royaume-Uni a été moins grave que ce qui avait été précédemment redouté ; en partie à cause de la transformation du Royaume-Uni vers une économie fondée sur les services, avec de solides liens non-UE,. Le 5 janvier 2017, l'économiste en chef de la Banque d'Angleterre admet les erreurs de prévision des effets négatifs du brexit en précisant que les modèles étroits ignoraient le « comportement irrationnel ».
Néanmoins, une grande incertitude demeure concernant les conditions ultimes du retrait du Royaume-Uni de l'UE, en particulier en ce qui concerne le secteur financier, qui pourrait affaiblir la croissance future. Selon les analystes, Londres restera quoi qu'il arrive la première place financière européenne, notamment en raison de son caractère international (première place mondiale pour le marché des changes, deuxième place derrière New York pour les emprunts internationaux) et de ses atouts (cadre juridique et fiscal propice aux affaires). Le retrait britannique pourrait profiter à certaines places financières européennes continentales, notamment Paris, Francfort-sur-le-Main ou le Luxembourg. En janvier 2017, la banque HSBC annonce la délocalisation de 1 000 emplois de Londres vers Paris.

En décembre 2016, McDonald's annonce qu'il quitte le Luxembourg et qu'il fait du Royaume-Uni sa base fiscale.
Début 2017, le FMI annonce que l'économie britannique a connu en 2016 la croissance la plus rapide parmi les membres du G7 avec 2 % de croissance, en dépit du brexit, admettant que ses prévisions sur les effets du brexit étaient beaucoup trop négatives. Mais quelque temps après, la croissance britannique est revue à la baisse, à 1,8 %, soit bien inférieure à la croissance de 2015 et de 2014. De plus, la croissance britannique n'est pas la plus forte de cette année-là parmi les pays développés : les Pays-Bas (2,2 %), l'Australie (2,4 %), la Suède (3,2 %) et l'Espagne (3,2%) - parmi d'autres - connaissent une croissance plus forte que le Royaume-Uni tout en étant des économies développées.
En février 2017, Boeing annonce vouloir implanter à Sheffield, dans le nord de l'Angleterre, sa première usine en Europe, une décision présentée comme pouvant servir les intérêts des partisans du brexit, car elle montre que les investisseurs étrangers n'hésitent pas à investir dans le pays. La même semaine, Carlos Tavares, chef de PSA, qui projette le rachat d'Opel et Vauxhall, a affirmé vouloir augmenter la production locale, plutôt que de fermer les deux usines qui emploient 4 600 personnes dans le pays.
En 2019, plusieurs entreprises automobiles annoncent la fermeture d'usines au Royaume-Uni : Ford qui annonce s'inquiéter des effets d'une sortie sans accord annonce la suppression de 1 700 emplois. Ford n'est pas la seule, en effet, Nissan annonce renoncer à produire au Royaume-Uni un crossover, Jaguar Land Rover annonce vouloir supprimer 4 500 emplois, et enfin Honda fermera son usine de Swindon en 2021. Ces annonces sont à replacer dans le contexte du brexit qui amène de nombreuses incertitudes, notamment à cause de la menace d'un brexit sans accord. Le secteur automobile est le plus préoccupé car l'industrie automobile britannique a pour le moment des échanges fluides avec le continent, ce qu'un brexit sans accord menace.
En 2019, Airbus — qui fait vivre 4 000 sous-traitants britanniques en achetant 6 milliards de livres d'équipements et emploie 14 000 salariés — menace de quitter le Royaume-Uni en cas de Brexit sans accord. Le PDG de l'entreprise — Tom Enders — pressant pour trouver un accord. Il est à noter que le Royaume-Uni a la possibilité de quitter l'Union Européenne sans accord ou alors avec un accord négocié ce qui l'obligerait à se plier aux règles européens auxquelles il était auparavant astreint mais en échange de l'accès au marché unique européen.

### Aspect juridique
La complexité juridique et constitutionnelle de la sortie du Royaume-Uni de l'Union européenne est importante. Selon des chercheurs du King's College de Londres, le brexit est un défi si complexe qu'il mettra à l'épreuve les cadres constitutionnels et juridiques à leurs limites et peut-être au-delà et il semble que l'administration ait du mal à y faire face.
Ainsi, la Première ministre Theresa May décide d'attendre mars 2017 avant de déclencher formellement la procédure de retrait et prévoit l'adoption à la même date d'une « grande loi d'abrogation » du droit européen au Royaume-Uni devant prendre effet après le retrait effectif de l'Union européenne.
Le 2 février 2017, la Chambre des communes adopte la loi autorisant le gouvernement à déclencher le processus de sortie de l'Union européenne, ce qui est fait le 29 mars.

## Critiques
Un an après le référendum, celui-ci a été critiqué comme vide de sens par la leader du Brexit Gisela Stuart, au motif que sa forme a forcé les électeurs à répondre à une question binaire et imprécise à laquelle elle ne pouvait pas répondre oui à l'UE, et exonérant les décideurs élus de la décision. Elle aurait préféré un référendum sur le Traité de Lisbonne.
Pour Emmanuel Macron, le Royaume-Uni a pris un risque dans sa manière de laisser le peuple décider sur un sujet très complexe.

## Analyse post-électorale

### Analyse sociologique
| Résultats d'Ipsos MORI               | Résultats d'Ipsos MORI              | Résultats d'Ipsos MORI              | Résultats de YouGov,                 | Résultats de YouGov,                 | Résultats de YouGov,                 |
| Catégorie                            | Remain                              | Leave                               | Catégorie                            | Remain                               | Leave                                |
| ------------------------------------ | ----------------------------------- | ----------------------------------- | ------------------------------------ | ------------------------------------ | ------------------------------------ |
| Catégorie                            |                                     |                                     | Catégorie                            |                                      |                                      |
| Total                                | 48 %                                | 52 %                                | Total                                | 48 %                                 | 52 %                                 |
| Sexe                                 | Sexe                                | Sexe                                | Sexe                                 | Sexe                                 | Sexe                                 |
| Hommes                               | 45 %                                | 55 %                                | Hommes                               | 47 %                                 | 53 %                                 |
| Femmes                               | 51 %                                | 49 %                                | Femmes                               | 49 %                                 | 51 %                                 |
| Âge                                  | Âge                                 | Âge                                 | Âge                                  | Âge                                  | Âge                                  |
| 18-24 ans                            | 75 %                                | 25 %                                | 18-24 ans                            | 71 %                                 | 29 %                                 |
| 25-34 ans                            | 60 %                                | 40 %                                | 25-49 ans                            | 54 %                                 | 46 %                                 |
| 35-44 ans                            | 55 %                                | 45 %                                | 50-64 ans                            | 40 %                                 | 60 %                                 |
| 45-54 ans                            | 44 %                                | 56 %                                | Plus de 65 ans                       | 36 %                                 | 64 %                                 |
| 55-64 ans                            | 39 %                                | 61 %                                | Âge et sexe                          | Âge et sexe                          | Âge et sexe                          |
| 65-74 ans                            | 34 %                                | 66 %                                | Hommes de 18-24 ans                  | 61 %                                 | 39 %                                 |
| Plus de 75 ans                       | 37 %                                | 63 %                                | Hommes de 25-49 ans                  | 53 %                                 | 47 %                                 |
| Hommes par âge                       | Hommes par âge                      | Hommes par âge                      | Hommes de 50-64 ans                  | 39 %                                 | 61 %                                 |
| 18-34 ans                            | 64 %                                | 36 %                                | Hommes de plus de 65 ans             | 38 %                                 | 62 %                                 |
| 35-54 ans                            | 44 %                                | 56 %                                | Femmes de 18-24 ans                  | 80 %                                 | 20 %                                 |
| Plus de 55 ans                       | 35 %                                | 65 %                                | Femmes de 25-49 ans                  | 54 %                                 | 46 %                                 |
| Femmes par âge                       | Femmes par âge                      | Femmes par âge                      | Femmes de 50-64 ans                  | 40 %                                 | 60 %                                 |
| 18-34 ans                            | 67 %                                | 33 %                                | Femmes de plus de 65 ans             | 34 %                                 | 66 %                                 |
| 35-54 ans                            | 55 %                                | 45 %                                | Classes sociales                     | Classes sociales                     | Classes sociales                     |
| Plus de 55 ans                       | 39 %                                | 61 %                                | AB                                   | 61 %                                 | 39 %                                 |
| Classes sociales                     | Classes sociales                    | Classes sociales                    | C1                                   | 54 %                                 | 46 %                                 |
| AB                                   | 59 %                                | 41 %                                | C2                                   | 37 %                                 | 63 %                                 |
| C1                                   | 52 %                                | 48 %                                | DE                                   | 34 %                                 | 66 %                                 |
| C2                                   | 38 %                                | 62 %                                | Niveau d'études                      | Niveau d'études                      | Niveau d'études                      |
| DE                                   | 36 %                                | 64 %                                | GCSE ou inférieur                    | 30 %                                 | 70 %                                 |
| Hommes par classes sociales          | Hommes par classes sociales         | Hommes par classes sociales         | A-level                              | 50 %                                 | 50 %                                 |
| AB                                   | 54 %                                | 46 %                                | Avant le diplôme                     | 48 %                                 | 52 %                                 |
| C1                                   | 51 %                                | 49 %                                | Diplôme                              | 68 %                                 | 32 %                                 |
| C2                                   | 35 %                                | 65 %                                | Autres ou ne sait pas                | 45 %                                 | 55 %                                 |
| DE                                   | 36 %                                | 64 %                                | Revenus du ménage                    | Revenus du ménage                    | Revenus du ménage                    |
| Femmes par classes sociales          | Femmes par classes sociales         | Femmes par classes sociales         | Moins de 20 000 £                    | 38 %                                 | 62 %                                 |
| AB                                   | 65 %                                | 35 %                                | 20 000-39 999 £                      | 47 %                                 | 53 %                                 |
| C1                                   | 54 %                                | 46 %                                | 40 000-59 999 £                      | 58 %                                 | 42 %                                 |
| C2                                   | 41 %                                | 59 %                                | Plus de 60 000 £                     | 65 %                                 | 35 %                                 |
| DE                                   | 37 %                                | 63 %                                | Intérêt pour la politique            | Intérêt pour la politique            | Intérêt pour la politique            |
| 18-34 ans par classes sociales       | 18-34 ans par classes sociales      | 18-34 ans par classes sociales      | Bas (0-2)                            | 37 %                                 | 63 %                                 |
| AB                                   | 71 %                                | 29 %                                | Moyen (3-7)                          | 49 %                                 | 51 %                                 |
| C1                                   | 71 %                                | 29 %                                | Elevé (8-10)                         | 55 %                                 | 45 %                                 |
| C2                                   | 54 %                                | 46 %                                | Vote aux élections générales de 2015 | Vote aux élections générales de 2015 | Vote aux élections générales de 2015 |
| DE                                   | 56 %                                | 44 %                                | Conservateurs                        | 39 %                                 | 61 %                                 |
| 35-54 ans par classes sociales       | 35-54 ans par classes sociales      | 35-54 ans par classes sociales      | Travaillistes                        | 65 %                                 | 35 %                                 |
| AB                                   | 61 %                                | 39 %                                | Libéraux-démocrates                  | 68 %                                 | 32 %                                 |
| C1                                   | 53 %                                | 47 %                                | UKIP                                 | 5 %                                  | 95 %                                 |
| C2                                   | 35 %                                | 65 %                                | Verts                                | 80 %                                 | 20 %                                 |
| DE                                   | 36 %                                | 64 %                                | Autres                               | 58 %                                 | 42 %                                 |
| Plus de 55 ans par classes sociales  | Plus de 55 ans par classes sociales | Plus de 55 ans par classes sociales | N'ont pas voté                       | 47 %                                 | 53 %                                 |
| AB                                   | 48 %                                | 52 %                                |                                      |                                      |                                      |
| C1                                   | 37 %                                | 63 %                                |                                      |                                      |                                      |
| C2                                   | 32 %                                | 68 %                                |                                      |                                      |                                      |
| DE                                   | 30 %                                | 70 %                                |                                      |                                      |                                      |
| Qualifications                       |                                     |                                     |                                      |                                      |                                      |
| Aucune qualifications                | 30 %                                | 70 %                                |                                      |                                      |                                      |
| Autres qualifications                | 44 %                                | 56 %                                |                                      |                                      |                                      |
| Diplôme ou supérieur                 | 68 %                                | 32 %                                |                                      |                                      |                                      |
| Groupe ethnique                      |                                     |                                     |                                      |                                      |                                      |
| Blanc                                | 46 %                                | 54 %                                |                                      |                                      |                                      |
| Noirs et minorités                   | 69 %                                | 31 %                                |                                      |                                      |                                      |
| Statut de travail                    |                                     |                                     |                                      |                                      |                                      |
| A temps-plein                        | 53 %                                | 47 %                                |                                      |                                      |                                      |
| A temps-partiel                      | 53 %                                | 47 %                                |                                      |                                      |                                      |
| Sans emploi                          | 40 %                                | 60 %                                |                                      |                                      |                                      |
| Ne travaille pas (au foyer)          | 36 %                                | 64 %                                |                                      |                                      |                                      |
| Étudiant                             | 80 %                                | 20 %                                |                                      |                                      |                                      |
| Retraité                             | 36 %                                | 64 %                                |                                      |                                      |                                      |
| Autres                               | 39 %                                | 61 %                                |                                      |                                      |                                      |
| Secteur de travail                   |                                     |                                     |                                      |                                      |                                      |
| Public                               | 56 %                                | 44 %                                |                                      |                                      |                                      |
| Privé                                | 52 %                                | 48 %                                |                                      |                                      |                                      |
| Habitation                           |                                     |                                     |                                      |                                      |                                      |
| Possédée                             | 42 %                                | 58 %                                |                                      |                                      |                                      |
| Hypothéquée                          | 54 %                                | 46 %                                |                                      |                                      |                                      |
| Locataire social                     | 37 %                                | 63 %                                |                                      |                                      |                                      |
| Locataire privé                      | 56 %                                | 44 %                                |                                      |                                      |                                      |
| Vote aux élections générales de 2015 |                                     |                                     |                                      |                                      |                                      |
| Conservateurs                        | 41 %                                | 59 %                                |                                      |                                      |                                      |
| Travaillistes                        | 64 %                                | 36 %                                |                                      |                                      |                                      |
| Libéraux-démocrates                  | 69 %                                | 31 %                                |                                      |                                      |                                      |
| UKIP                                 | 1 %                                 | 99 %                                |                                      |                                      |                                      |
| N'ont pas voté (mais en âge)         | 42 %                                | 58 %                                |                                      |                                      |                                      |

## Sources
- (en) Cet article est partiellement ou en totalité issu de l’article de Wikipédia en anglais intitulé « United Kingdom European Union membership referendum, 2016 » (voir la liste des auteurs).

## Compléments

### Lecture approfondie
- Kevin O'Rourke, Une brève histoire du Brexit, Odile Jacob, 2018